# Odbiornik radiokomunikacyjny

Odbiornik radiokomunikacyjny – odbiornik radiowy (wyspecjalizowane urządzenie elektroniczne)  przeznaczony do odbioru sygnałów i transmisji radiowych. Zazwyczaj bardzo rozbudowane (w porównaniu ze zwykłym domowym odbiornikiem radiowym), z wykorzystaniem najnowszych technologii i technik konstrukcyjnych, o bardzo szerokim zakresie pracy, z regulacją pasma w zależności od odbieranej emisji radiowej. Przystosowany do odbioru mowy, sygnałów telegraficznych kodu Morse’a, sygnałów telegraficznych dalekopisowych, telekopiowych, urządzeń transmisji danych i najnowszych emisji radiowych.

## Cechy odbiornika radiokomunikacyjnego
- szeroki zakres częstotliwości
  - całe pasmo KF (1–30 MHz)
  - całe pasmo UKF (30–60 MHz)

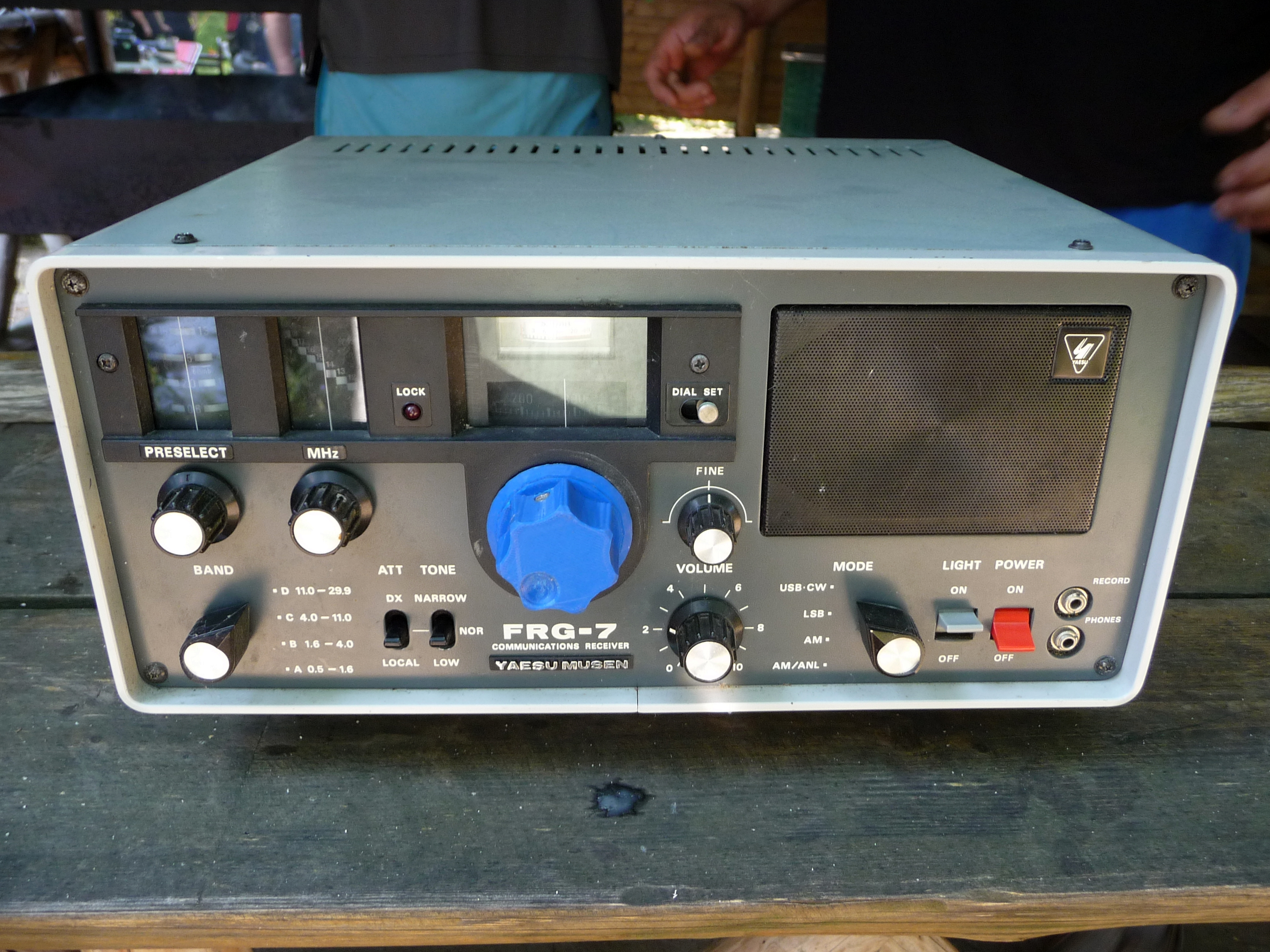
Przykładowy odbiornik komunikacyjny wykorzystywany przez krótkofalowców, Yaesu FRG-7

- wysoka stabilność częstotliwości heterodyn < 1 × 10-6 Hz/Hz
- wysoka czułość wejściowa, poniżej 1 μV
- liniowość charakterystyki toru odbiorczego (minimalizacja zniekształceń sygnału)
- wysoka selektywność (odporność na sygnały bliskie odbieranemu)

uzyskiwana przy zastosowaniu minimum 2 przemian częstotliwości
- wysoka odporność na zakłócenia elektromagnetyczne (od innych pobliskich urządzeń)
- odporność na fluktuacje odbieranego sygnału (zmiany jego poziomu)
- zdolność do zmiany fali na podstawie oceny odbieranej transmisji
- zmiana fali w jak najkrótszym czasie (rzędu mikrosekund)
- wyposażenie w układy wyjść dla różnych urządzeń peryferyjnych
  - słuchawki
  - teleksy (dalekopisy)
  - telefaksy
  - urządzenia telekopiowe
  - urządzenia transmisji danych
  - modemy komputerowe
  - inne urządzenia specjalistyczne

## Elementy składowe odbiornika radiokomunikacyjnego
W skład odbiornika radiokomunikacyjnego wchodzą następujące elementy:
- antena odbiorcza – o odpowiedniej charakterystyce i zysku kierunkowym
- obwody wejściowe
- wzmacniacz wejściowy
- stopień I przemiany częstotliwości
  - I mieszacz
  - I przestrajana heterodyna
- wzmacniacz I częstotliwości pośredniej (możliwość zmiany szerokości pasma)
- stopień II przemiany
  - II mieszacz
  - II heterodyna (o stałej częstotliwości)
  - wzmacniacz II częstotliwości pośredniej (możliwość zmiany szerokości pasma)
- układy demodulatorów dla różnych rodzajów emisji
- układy dopasowań (interfejsy) dla różnych urządzeń końcowych
- urządzenia końcowe (wymienione w punkcie poprzednim)
- elementy wspólne lub obejmujące swym działaniem kilka bloków
  - układy wytwarzania wysoko stabilnych częstotliwości
  - układy automatyki niwelujące powstałe w czasie niestabilności
  - układy wysokostabilnych zasilaczy bloków odbiornika
  - układy sygnalizacji i nadzoru
  - układy zdalnego sterowania z innych urządzeń np. końcowych

## Nieco historii z łączności wojskowej

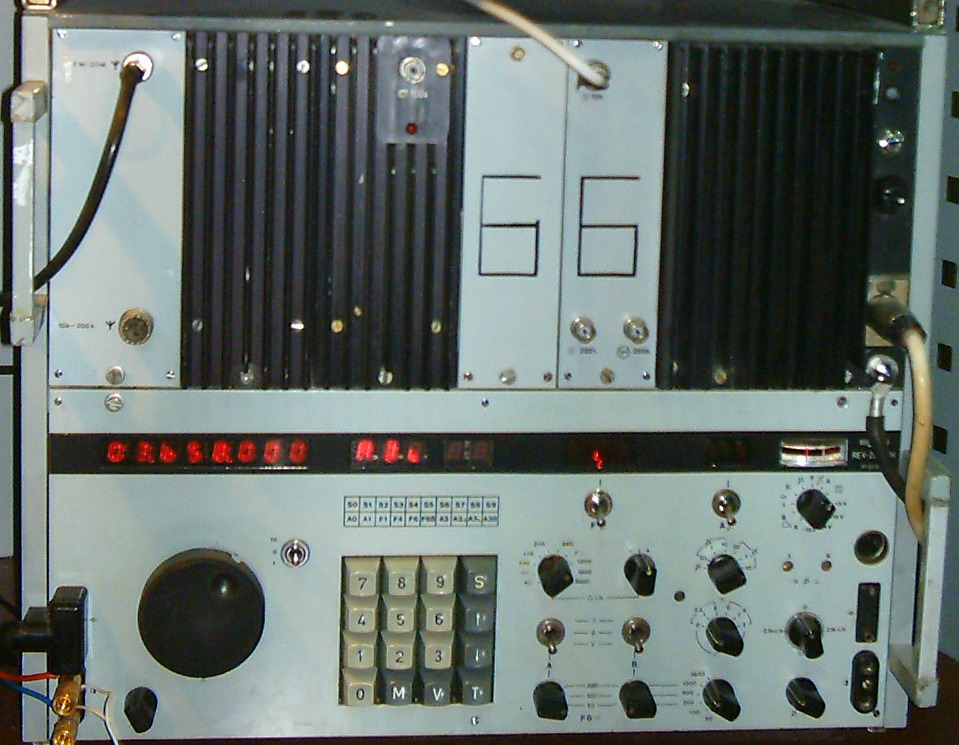
Odbiornik REV-251M

Wymieniono powyżej elementy składowe uniwersalnego odbiornika radiokomunikacyjnego. Odbiorniki przewidziane do konkretnych funkcji mogły mieć układ nieco uproszczony, na przykład możliwość pracy w ściśle określonych pasmach częstotliwości.
Najstarsze odbiorniki radiokomunikacyjne były urządzeniami wykonanymi w technice lampowej. Wiązała się z tym wielkość urządzenia. Przykładem w dziedzinie łączności wojskowej może tu być, oparty na technice generatorów kwarcowych i nadtonalnych, eksploatowany w latach 60–80 ubiegłego stulecia, strojony na podstawie tabeli ustawienia przełączników, odbiornik BERYL-2. Odbierał on tylko podstawowe emisje: telefoniczną i telegraficzne.
Wraz z rozwojem elektroniki wielkość odbiornika malała (dalej to były lampy elektronowe z początkami elementów półprzewodnikowych), ale rosły jego możliwości eksploatacyjne. Polepszały się parametry i wchodziły dotychczas nieużywane profesjonalnie emisje. Do eksploatacji w wojsku weszły odbiorniki: krótkofalowy R-155P i ultrakrótkofalowy R-155U, z możliwością automatycznego (jeszcze mechanicznego) strojenia, wysoką już stabilnością częstotliwości i niestosowanymi dotychczas emisjami jednowstęgowymi (SSB).
Sprzęt wojskowy zminiaturyzowało dopiero wejście układów scalonych i mikroprocesorów, czego egzemplifikacją jest odbiornik R-162P, produkcji rosyjskiej, i odbiornik REV-251M, produkcji węgierskiej.